# Erigorgus villosus
Erigorgus villosus là một loài tò vò trong họ Ichneumonidae.